# Trudy Streit-Moser
Trudy Streit-Moser (* 1953) ist eine Schweizer Fussballpionierin und ehemalige Nationalspielerin. Sie gründete 1968 zusammen mit ihrer älteren Schwester Ursula Moser den DFC Zürich als schweizweit ersten Damen-Fussball-Club im Sinn eines Vereins nach Art. 60 ZGB.

## Karriere

### Vereine
Trudy (auch Trudi) Streit-Moser war als Teenagerin im Leichtathletikclub Zürich aktiv, der damals im Letzigrund-Stadion gleich neben dem FC Zürich trainierte. So bekam sie die Trainings der FCZ-Stars wie Köbi Kuhn oder Fritz Künzli mit. Die 14-Jährige liess sich von ihren Vorbildern inspirieren und begann Fussball zu spielen. Mit ihrer Euphorie steckten sie und ihre Schwester Ursula nicht nur ihren Vater Franz an, der den Aufbau des Damenteams fortan in verschiedenen Funktionen unterstützte. Sie stiessen auch beim FCZ-Vorstand auf offene Ohren, rekrutierten über ein Zeitungsinserat Gleichgesinnte und erhielten nach längerer Suche einen Trainingsplatz. Trudy Streit-Moser war massgeblich an der Gründung des Damen-Fussball-Clubs Zürich (DFC Zürich) beteiligt, die am 21. Februar 1968 stattfand. Ursula Moser fungierte als erste Präsidentin.
Von 1972 bis 1988 spielte Trudy Streit beim SV Seebach. 1978 spielte sie mit ihrem Verein anstelle des Nationalteams an einem internationalen Fussballturnier in Taiwan (4. Platz).

### Nationalteam
Trudy Streit-Moser stand als Aussenverteidigerin u. a. mit Madeleine Boll, Cathy Moser und ihrer Schwester Ursula Kaiserauer-Moser im ersten Aufgebot des Nationalteams, das die Schweiz 1970 an der ersten, allerdings inoffiziellen, Weltmeisterschaft in Salerno vertrat. Beim ersten Länderspiel auf Schweizer Boden gegen Österreich am 8. November 1970 stand Streit-Moser in der Startelf und trug auf der Breite in Schaffhausen zu einem klaren 9:0-Sieg bei. Am offiziell ersten internationalen Match im Schweizer Frauenfussball gegen Frankreich (2:2) am 7. Mai 1972 in Basel stand sie ebenfalls im Einsatz. Ihr letztes Länderspiel fand am 24. September 1972 in Gundershoffen gegen Frankreich statt, das die Schweizerinnen 5:2 gewannen.

## Medienauftritte
Im Vorfeld der Fussball-Europameisterschaft der Frauen 2025 in der Schweiz nahm Trudy Streit-Moser zusammen mit fünf weiteren Frauenfussball-Pionierinnen an der Dokumentarreihe Kick It Like Trudi von SRF teil. Darin besuchten die Protagonistinnen unter anderem die aktuelle Frauen-Nationalmannschaft und traten in Teams mit Juniorinnen gegeneinander zu einem Match an. In zwei Beiträgen für die Sendung Sportpanorama erinnerte sich Streit an frühe Meilensteine des Schweizer Frauenfussballs. Ausserdem war sie am 26. Juni 2025 letzter Studiogast des Gesellschaftsmagazins G&G – Gesichter und Geschichten vor dessen Einstellung.